# Sturm aufs Paradies
Sturm aufs Paradies è l'ottavo album in studio del gruppo musicale tedesco Saltatio Mortis, pubblicato nel 2011.
L'album è stato prodotto in versione doppio cd, il primo contenente le 14 tracce inedite; il secondo invece contiene 7 delle nuove 14 tracce, rifatte però in versione orchestrale.

## Tracce
Cd 1
1. Habgier Und Tod - 3:39
2. Hochzeitstanz - 4:22
3. Ode An Die Feindschaft - 3:23
4. Eulenspiegel - 3:42
5. Sündenfall - 3:22
6. Nachtigall Und Rose - 4:50
7. Gott Würfelt Nicht - 4:14
8. Nach Jahr Und Tag - 3:42
9. Orpheus (feat. Julia Vukelic) - 4:54
10. Spiel Mit Dem Feuer - 3:48
11. Fiat Lux - 3:35
12. Der Letzte Spielmann - 3:39
13. Wieder Unterwegs - 3:31
14. Wer Nicht Kaempft (Bonus Track) - 3:47

Cd 2 con 7 tracce orchestrali
1. Habgier Und Tod - 6:16
2. Hochzeitstanz - 6:52
3. Eulenspiegel - 6:03
4. Spiel Mit Dem Feuer - 3:48
5. Nachtigall Und Rose - 6:55
6. Orpheus - 6:41
7. Gott Würfelt Nicht - 7:44

## Formazione
- Alea der Bescheidene - voce, cornamusa, ciaramella, arpa, Didgeridoo, bouzouki irlandese, chitarra
- Lasterbalk der Lästerliche - batteria, tamburi turchi, tamburi, timpani, percussioni, programmazione
- Falk Irmenfried von Hasen-Mümmelstein - voce, cornamusa, ciaramella, ghironda
- El Silbador - cornamusa, ciaramella, uilleann pipes, low whistle, biniou
- Bruder Frank - basso elettrico, Chapman Stick
- Herr Samoel - arpa, chitarra
- Jean Méchant der Tambour - batteria, percussioni
- Luzi Das-L - cornamusa, ciaramella, tromba marina, bouzouki